# Bend
Bend è una city degli Stati Uniti d'America, nella contea di Deschutes, nello Stato dell'Oregon.
Al censimento del 2020 la popolazione era di 99 178 abitanti.

## Curiosità
Bend è conosciuta in quanto vi si trova l'ultimo negozio Blockbuster rimasto al mondo.

## Amministrazione

### Gemellaggi
- Belluno[4][5]
- Fujioka[6][7]
- Condega[8]
- Muzaffarabad[9][10]